# You Can’t Put Your Arms Around a Memory
«You Can’t Put Your Arms Around a Memory» (с англ. — «Ты не можешь объять руками воспоминания») — песня американского музыканта Джонни Сандерса, с альбома So Alone, выпущенная синглом в сентябре 1978 году.

## Обзор
Песня была выпущена в сентябре 1978 года в качестве сингла, за две недели до релиза альбома So Alone и стала вторым синглом с него. Би-сайдом к нему стала внеальбомная песня «Hurtin'» В записи песни Сандерсу помогали участники английской панк-группы The Only Ones — фронтмен Питер Перрет, сыгравший на гитаре и записавший бэк-вокал и барабанщик Майк Келли, а также басист Eddie and the Hot Rods Пол Грей.
Название песни Сандерс позаимствовал из фразы, сказанной в эпизоде «Better Living Through TV» ситкома Новобрачные. Песня написана для близкой подруги Сандерса, вокалистки французской группы Shakin' Street Фабьенны Шайн.
Многие рассматривают песню как визитную карточку Сандерса, балладу, повествующую о героиновой зависимости музыканта. Однако, согласно биографической книге Нины Антонии Johnny Thunders…In Cold Blood, песня была написана ещё до того, как он стал участником New York Dolls и за годы до того как впервые попробовал героин. Сам Сандерс неоднократно называл «You Can’t Put Your Arms Around a Memory» любимой песней из тех, что он написал.

### Список композиций
1. «You Can’t Put Your Arms Around a Memory» (Джонни Сандерс) — 3:45
2. «Hurtin'» (Сандерс, Генри Пол) — 3:04

## В записи участвовали
- Джонни Сандерс — вокал, акустическая гитара, лидер-гитара
- Питер Перретт — гитара, бэк-вокал
- Пол Грей — бас-гитара
- Майк Келли — барабаны

## Кавер-версии
- Английская группа Wah! (The Mighty Wah!) записала кавер-версию песни для 12″ сингла 1983 года «Hope (I Wish You’d Believe Me)».[4]
- Giant Sand записали песню для своего альбома 1986 года Ballad of a Thin Line Man.
- Друг Джонни Сандерса Майкл Монро записал песню для своего первого сольного альбома Nights Are So Long, выпущенного в 1987 году.
- Guns N' Roses исполнили песню на своём кавер-альбоме 1993 года «The Spaghetti Incident?». Партии всех инструментов и вокал на этой версии принадлежат Даффу Маккагану, большому поклоннику Сандерса.
- Вилли Девиль, также близкий друг Сандерса, записал песню для трибьюта Сандерсу 1995 года I Only Wrote This Song for You.
- Американская Oi-группа The Bruisers записала кавер-версию песни для своего мини-альбома 1997 года Still Standing Up, а затем переиздала на сборнике 2001 Better Days.
- Группа Sand Rubies, ранее называвшаяся The Sidewinders, записала песню для своего реюнион-альбома 1998 года Return of the Living Dead.
- Бывшая участница и лидер The Ronettes Ронни Спектор перепела песню на своём мини-альбоме 1999 She Talks to Rainbows, Джоуи Рамон.
- Вокалист Manic Street Preachers Джеймс Дин Брэдфилд играл песню во время тура 2004 года Lifeblood Tour в качестве интро к песне «Cardiff Afterlife», посвящая её пропавшему гитаристу Ричи Эдвардсу. Также они исполняли акустическую версию песни в 2008 году в BBC’s Radio 2 Music Club.
- Sheer Terror исполнили песню на концертном DVD 2005 года Beaten by the Fists of God.
- Фронтмен Mondo Generator Ник Оливери записал сольную версию песни, которая вышла на мини-альбоме группы Australian Tour EP 2008.
- Mouth часто играют песню на своих концертах. В августе 2009 года группа записала песню для альбома Beggarman Songs, но по неизвестным причинам она не попала в окончательный релиз.
- Blondie играли «You Can’t Put Your Arms Around a Memory» в 2010 году во время тура Endangered Species Tour и в 2011 году во время тура Panic of Girls Tour. Они добавили песню в сет лист на нью-йоркских концертах как дань памяти своим старым друзьям по клубу CBGB. Также песня была исполнена на концерте в Лондоне 7 июля 2013 года во время тура Blast Off Tour.
- Фронтмен Green Day Билли Джо Армстронг и басист Guns N' Roses Томми Стинсон присоединились на сцене к Джесси Малину (экс-D Generation) для исполнения песни 19 февраля 2011 года в City Winery в Нью-Йорке.
- Тим Пресли под псевдонимом White Fence выпустил песню на своём альбоме 2011 года Is Growing Faith.
- Никки Садден исполнял песню на своих концертах.
- За время своей карьеры Девендра Банхарт не раз исполнял песню на концертах.
- Американская инди-группа Glocca Morra исполнила песню на своём последнем концерте, состоявшимся 30 мая 2015 в First Unitarian Church в Филадельфии.

## Использование в популярной культуре
- Песня звучит в фильме Мартина Скорсезе Воскрешая мертвецов 1999 года, и вышла на диске с саундтреком.
- Песня звучит в конце 11 эпизода второго сезона сериала Клан Сопрано «Домашний арест».